# Bell Aircraft
Белл Эйркрафт (англ. Bell Aircraft) — американский авиационно-космический производитель, основан в 1935 году. Создатель одного из лучших истребителей периода Второй мировой войны в Красной Армии Bell P-39 Airacobra, первого в мире самолёта, превысившего скорость звука, Bell X-1 и первого в мире вертолёта Bell 47, получившего лицензию на использование в гражданской авиации. После войны выпускал гражданские и военные вертолёты. В 1960 году компания была поглощена компанией Textron, в настоящее время существует как её подразделение Bell Helicopter Textron.

## История первых лет
Компания была основана 10 января 1935 года под наименованием Bell Aircraft Corporation в Буффало, штат Нью-Йорк. Ее основатель Лоуренс Дейл Белл работал в авиастроении с 18 лет. Он прошел путь от механика до генерального директора производителя авиационной техники Glenn L. Martin Company. В 1928 году он ушёл в «Consolidated Aircraft», где стал вице-президентом и генеральным директором. Уже в 1936 году Bell Aircraft Corporation получила правительственный контракт. Корпорация запустила производство военного самолета XFM-1 Airacuda. В 1938 году впервые взлетел истребитель P-39 Airacobra. P-39 Airacobra и P-63 Kingcobra по ленд-лизу поставлялись в больших количествах в СССР.

## Самолёты Bell:ленд-лизвСССР
Всего было произведено 9584 самолёта P-39 Airacobra; около 4500 из них было доставлено по ленд-лизу в СССР. Наиболее известным советским лётчиком-асом, воевавшим на «Аэрокобре», является Александр Иванович Покрышкин. Летать на P-39 он начал с весны 1943 года и сразу оценил огромный потенциал самолёта и его высокую маневренность. Цифры говорят сами за себя: за два года, с весны 1943 года по весну 1945 года ему удалось сбить 48 самолётов противника, доведя свой счёт сбитых до 59 самолётов. Также на P-39 летали и одерживали многочисленные победы такие советские асы, как Гулаев – 57 сбитых самолетов, Голубев – 53, Речкалов – 56, Глинка – 50 и другие.). Именно высокая маневренность «Аэрокобры», помноженная на исключительное мужество и мастерство этих и многих других асов, позволила добиться таких результатов. Когда принималось решение о запуске Р-63 "Кингкобры" в серию, уже было совершенно ясно, что "основным потребителем" этих машин станет советская авиация. В декабре 1943 года фирма "Белл" направила в Москву подробную информацию о Р-63. В феврале 1944 года в США командировали представителей НИИ ВВС лётчика полковника А.Г. Кочеткова и авиационного инженера майора Ф.П. Супруна (Документальный фильм: Командировка А.Г. Кочеткова и Ф.П. Супруна в Bell Aircraft). Перед ними поставили задачу испытать Р-63А раньше, чем массовый поток этих самолетов хлынет в Советский Союз. Разбив одну "Кингкобру", Кочеткову удалось доказать американцам необходимость дополнительного улучшения противоштопорных свойств истребителя — наследственной беды потомка "Аэрокобры". Впоследствии фирма внесла изменения в конструкцию, частично устранившие этот недостаток. Сдача истребителей советской миссии в Фэрбенксе прекратилась сразу же после капитуляции Японии. Успели получить 2400 "Кингкобр" из 2450 заказанных советской стороной. Из них 2397 прибыли через Аляску по воздушной трассе Алсиб и только три привезли морем через Мурманск. После войны в США "Кингкобры" не вернулись. Этот самый современный истребитель ленд-лиза занял после войны прочное место в советской авиации — это была самая массовая импортная машина. "Кингкобры" получили и части, базировавшиеся за рубежом — в Германии, Австрии, Китае.

## Bell во Второй мировой войне
Почти половина выпущенных "Аэрокобр" и почти все произведённые "Кингкобры" были поставлены по ленд-лизу в Советский Союз. Однако, первым заказчиком, принявшим P-39 на вооружение, стали ВВС Великобритании, которым, с согласия генерала де Голля, перешли заказанные 8 октября 1939 года тогда уже капитулировавшей Францией 200 самолётов, и сами заказавшие в сентябре 1940 года 386 P-39. Всего ВВС Великобритании должны были получить 675 P-39. Но после того, как первые «Аэрокобры» прибыли в 601-ю эскадрилью RAF в сентябре 1941 года, обнаружилось, что они, из-за отсутствия турбонаддува у двигателя Allison V-1710, имеют плохую скороподъемность и неудовлетворительные характеристики на больших высотах, характерных для войны на Западном фронте. В итоге в декабре 1941 года британское министерство авиации приняло решение снять "Аэрокобры" с вооружения. И прибывшие из США, но ещё не распакованные 212 "Аэрокобр", по решению Уинстона Черчилля, были отправлены (54 из них были потоплены вместе с судами Северных конвоев) как военная помощь в находившийся тогда в критическом положении Советский Союз, где, благодаря специфике воздушных боёв Восточного фронта, которые велись на малых и средних высотах, проявили себя наилучшим образом. После нападения на Перл-Харбор сами США оказались в сложном положении, и уже построенные, но ещё не отгруженные за границу, реквизированные 179 "Аэрокобр" в декабре 1941 года были приняты на вооружение ВВС армии США. Эти и затем поставляемые с заводов P-39 использовались ВВС Армии США в воздушных боях в Средиземноморье и на Тихом океане, где на малых высотах были способны конкурировать с японскими истребителями Зеро. Затем, в течение войны, P-39 в ограниченных количествах поставлялись Австралии и освобождённым Франции и Италии. P-63 на вооружение ВВС США не принимался и по своему участию в войне был полностью "советским" -  114 "Кингкобр", поставленные во Францию в 1945 году, участия в боевых действиях принять не успели. 19 февраля 1942 года компания "Белл" получила заказ на строительство завода в городе Мариетта (Джорджия) для производства по лицензии Боинг бомбардировщиков Боинг Б-29. Весной 1943 года завод начал выпускать продукцию и получил имя "Bell Bomber" - всего здесь было построено 663 бомбардировщика и в феврале 1945 года здесь было занято 28158 рабочих.

## Экспериментальные самолёты
К экспериментальным можно отнести выпущенный малой серией первый реактивный самолёт США Bell P-59 Airacomet. У США не было своего реактивного двигателя, поэтому при создании первого реактивного самолета на нем установили выполненные фирмой «Дженерал электрик» копии английских ТРД конструкции Уиттла. Проектирование самолета начали в сентябре 1941 года по инициативе Технического отдела ВВС Армии США, а 1 октября 1942 года шеф-пилот "Белл" Роберт Стенли выполнил первый полет. P-59 проектировался как боевой истребитель, и в августе 1944 года началось его серийное производство. Но из-за значительной интерференции крыла и гондол двигателей его летные характеристики оказались даже хуже, чем у истребителей с поршневыми двигателями – он развивал скорость всего 660 км/ч. Поэтому P-59, выпущенный в количестве 50 штук, применяли только как учебно-тренировочный самолет. Как летающую лабораторию для исследования стреловидного крыла использовали L-39 – модификацию поршневого истребителя P-63 с крылом со стреловидностью 35°. Полеты проводились в 1947 году под руководством NACA. Первым экспериментальным самолётом, построенным специально для изучения условий полёта со сверхзвуковой скоростью, стал Белл X-1.
Белл X-1
Инициатором создания самолета были научный центр NACA и ВВС США. Обсуждение концепции началось в 1944 году, а весной 1945 года фирма «Белл» получила заказ на постройку трех экспериментальных образцов. Так как мощных реактивных двигателей в то время не было, их решили снабдить жидкостным ракетным двигателем. Белл X-1 имел обычные, не стреловидные, крыло и оперение, однако их профиль был тоньше, чем обычно – 8% у крыла и 6% на горизонтальном стабилизаторе. Органы управления и средства посадочной механизации не отличались от общепринятых. Но фюзеляж с заостренной носовой частью и встроенным в контур фонарем кабины напоминал корпус снаряда. Летчик попадал в кабину через боковой люк. За ней находились баки с жидким кислородом и спиртом, а также отсек исследовательского оборудования, фиксирующего параметры воздушного потока. В хвосте смонтировали четырехкамерный ЖРД фирмы «Reaction Motors». Камеры могли включаться поодиночке или все вместе. При работе четырех камер тяга двигателя достигала 2720 кгс.
Совершивший 19 января 1946 года первый безмоторный полёт на X-1 Джек Вуламс погиб 30 августа 1946 года на модифицированном гоночном P-39 при подготовке к авиагонкам. Испытателем X-1 от ВВС США был выбран капитан Чарльз Йегер. Несмотря на молодость, к концу 1946 года он уже успел полетать на всех американских реактивных истребителях. С самого начала к испытаниям также был привлечён летчик-испытатель «Белл» Чалмерс Гудлин. 9 декабря 1946 года Гудлин на высоте 8200 м успешно отделился от самолета-носителя и совершил полет сначала с одной, а потом со всеми работающими камерами ЖРД. Сопровождавший X-1 истребитель F-80 быстро отстал от самолета-ракеты, разогнавшегося до М=0,80. Благодаря огромной тяговооруженности, одновременно с разгоном X-1 мог набирать высоту – это число Маха было достигнуто высоте на 10670 м. Летом 1947 года Чак Йегер приступил к преодолению скорости звука. К «звуковому барьеру» подходили очень осторожно, наращивая скорость в каждом полете всего на 20–30 км/ч. Сначала все обходилось уже знакомым бафтингом, свидетельствующим о первых скачках уплотнения, что для прочной машины не представляло опасности. Но когда Чак Йегер достиг М=0,94, самолет перестал реагировать на действия рулем высоты. Выключив двигатель, Йегер смог восстановить управляемость. По данным бортовой аппаратуры, причиной потери управляемости был скачок уплотнения на стабилизаторе, сделавший рули высоты неэффективными. Решили использовать в полете механизм изменения угла установки горизонтального оперения и, как показал следующий вылет, вместо руля высоты, машиной вполне можно было управлять поворотом стабилизатора. 14 октября 1947 года, во время девятого полета, Чак Йегер на X-1 впервые превысил скорость звука. Данные бортовых приборов показали, что в этот день Чак Йегер достиг М=1,06. Высота при этом составляла 13000 м, следовательно самолет развил скорость 1126 км/ч. 12 декабря 1953 года на модификации X-1, X-1A Чак Йегер на высоте 22800 м впервые превысил двойную скорость звука и достиг в горизонтальном полёте числа М=2,44 (2608 км/ч), но после отключения двигателя при повороте самолёт попал в условия неизвестного до этого инерционного вращения. Испытав перегрузки до 8g, пробив шлемом фонарь кабины и потеряв более 15000 м высоты, Йегер сумел вывести X-1A из этого режима, восстановить управляемость и без прочих повреждений посадить его на аэродроме.
Белл X-2
Проектирование Bell X-2, предназначенного для достижения скорости М=3, началось еще в 1940-е годы. Строили его долго, главным образом из-за сложностей с ЖРД с плавной регулировкой тяги в полёте. Первый полет Джина Зиглера без двигателя 27 июня 1952 года прошёл успешно. Но при подготовке к полёту с включением двигателя 12 мая 1953 года произошла катастрофа: еще не отделившийся от самолета-носителя X-2 взорвался во время заправки его горючим. Погибли Джин Зиглер и инженер "Белл" Фрэнк Волко, а сильно повреждённый B-50 удалось посадить только чудом. Первый полет X-2 с двигателем был совершён 18 ноября 1955 года. Рекорды были установлены, но ценой еще одной человеческой жизни. 7 сентября 1956 года Ивен Кинчело на X-2 достиг высоты 38470 м, а 27 сентября 1956 года летчик-испытатель ВВС Милберн Апт разогнал ракетный самолет на высоте 19960 м до М=3,2 (3370 км/ч). Вслед за этим, во время разворота, X-2 также попал в инерционное вращение и, после безуспешных попыток восстановления, катапультировавшись, Милберн Апт погиб. На этом программа была прекращена.
Белл X-5
Экспериментальный Bell X-5 был первым в мире реактивным самолётом с изменяемой в полёте стреловидностью крыла. В 1945 году главный конструктор "Белл" Роберт Вудс возглавлял группу технической разведки в Обераммергау, где находилось бюро перспективных проектов Мессершмитта, там он обнаружил недостроенный прототип Messerschmitt P-1101 вместе с его главным конструктором Вольдемаром Фойгтом. Идея Вудса достроить с Фойгтом самолёт на месте оказалась неосуществимой - этому помешало отсутствие некоторых узлов, добытых солдатами на сувениры и части документации, оказавшейся у французской технической разведки, побывавшей здесь ранее - впоследствии французы передавать её американцам отказались. Поэтому прототип (вместе с его главным конструктором, в рамках операции «Скрепка») был эвакуирован в США на базу ВВС Райт-Паттерсон, где его изучили, но перспектив дальнейшего применения не нашли и затем передали в компанию "Белл". В результате всех переездов прототип пришёл в полностью непригодное для восстановления состояние и поэтому, основываясь на концепции P-1101, Роберт Вудс спроектировал самолёт заново. Работа над X-5 началась в 1949 году. Принципиальным отличием от немецкого проекта, у которого угол стреловидности 35°, 40° или 45° устанавливался механиками на земле, в самолёте "Белл" лётчик мог изменять его в полёте от 20° до 60°. Устройство для изменения положения крыла предусматривало не только регулировку стреловидности, но и сдвиг крыла вдоль оси фюзеляжа: по мере увеличения угла поворота консолей они перемещались вперед. Это было сделано, чтобы компенсировать смещение аэродинамического фокуса при изменении стреловидности и избежать нарушения продольной балансировки. Сдвиг крыла вдоль продольной оси равнялся 229 мм. Управление самолетом происходило обычными аэродинамическими рулями, крыло имело предкрылки и посадочные закрылки. В 1951 году X-5 был построен и доставлен на авиабазу Эдвардс. 20 июня Джин Зиглер совершил на нем первый полет. Через месяц успешно опробовали в воздухе механизм изменения стреловидности крыла. На скоростях до 930 км/ч самолет летал вполне удовлетворительно, изменение стреловидности не приводило к каким-либо трудностям в пилотировании. При большей скорости устойчивость ухудшалась. Но самым опасным оказался полет на малых скоростях и больших углах атаки: X-5 легко срывался в штопор, выйти из которого было непросто. Из-за этого 14 октября 1953 года разбился второй опытный образец и погиб капитан ВВС США Рэй Попсон. Испытания Белл X-5 дали в целом положительные результаты и доказали возможность применения крыла изменяемой стреловидности. Аэродинамическое качество при уменьшении стреловидности от максимальной до минимальной увеличивалось с 8,4 до 13,6, а коэффициент подъемной силы возрастал в полтора раза. Последний полет по программе X-5 совершил Нил Армстронг 25 октября 1955 года.

## ВертолётыBell Aircraft
Во время организованного в 1938 году правительством США "шпионского тура" по нацистской Германии 44-х американских промышленников Ларри Белл увидел первый в мире полностью управляемый и практически пригодный вертолёт Focke-Wulf Fw 61 Генриха Фокке. Он обратил внимание на любопытную машину, но тогда из этого ничего не последовало - всё его время и все его силы отнимала "Аэрокобра". Интерес Ларри Белла к вертолётам стал практическим с появлением 3 сентября 1941 года на фирме "Белл" Артура Янга. Янг к тому времени уже больше десяти лет занимался их исследованием и строительством моделей, и он продемонстрировал инженерам фирмы устойчиво летающую дистанционно управляемую модель вертолёта. 23 сентября 1941 года Артур Янг получил патент на полужёсткое крепление лопастей несущего винта с балансирами, ставшее до 1980-х годов отличительной чертой вертолётов "Белл".
Белл 30, Белл 42 и Белл 47
Ларри Белл и Артур Янг пришли к соглашению о сотрудничестве, и 24 ноября 1941 года Янг и его помощник Бартрэм Келли прибыли на завод, чтобы построить два опытных образца двухместного вертолёта. Проект получил порядковый номер "Белл": Модель 30. Так как на предприятии в Буффало все были полностью заняты производством истребителей, Янг нашёл в 10 милях от завода старый автоцентр с гаражом в пригороде Буффало Гарденвилле, где в июне 1942 года 15 инженеров и рабочих начали создавать новую машину. Через полгода, в декабре 1942 года первый опытный образец с одноместной кабиной «вытолкнули за двери гаража». «Мы сделали вертолёт так быстро, потому что не знали, как его положено делать» — вспоминал Янг. Первый полёт на привязи на высоту одного фута совершил он сам 29 декабря 1942 года. После этого фирмой "Белл" в Гарденвилль был командирован лётчик-испытатель Флойд Карлсон, который после серии полётов на привязи, 26 июня 1943 года совершил первый свободный полёт. Во время испытаний, которые уже проходили на небольшом аэродроме на западе Буффало, в сентябре 1943 года первый образец потерпел аварию, после которой его полгода восстанавливали. К концу сентября 1943 года был готов к полётам второй образец с фюзеляжем полумонокок и двухместной закрытой кабиной с автомобильными дверями, что по мнению менеджеров "Белл", должно было напоминать "Аэрокобру". Ларри Белл был среди первых пассажиров, совершивших на нём полет. 10 мая 1944 года Флойд Карлсон по просьбе Гражданского воздушного патруля совершил полёт в закрытом помещении 65-й Оружейной палаты Буффало, за которым наблюдало множество его офицеров и курсантов (подобно тому, как это сделала 19 февраля 1938 года Ханна Райч на вертолёте Focke-Wulf Fw 61 в берлинском зале "Германия").
Война уже шла к концу и Ларри Белл, думая о будущем, в это время прислал в Гарденвилль группу из конструкторского бюро главного завода компании для их знакомства с наработками Янга и Келли, чтобы на их основе и на основе своего "самолётного" опыта создать вертолёт большего размера. После этого визита КБ завода компании в Ниагара-Фолс начало разрабатывать вертолёт, проект которого получил в компании "Белл" очередной номер: Модель 42. Тогда же Янг и Келли начали, не уведомив о том компанию, строить не предусмотренный контрактом третий опытный образец - с целью исправления ошибок, допущенных в первых двух и, не обращая внимания на внешний вид, добиться наилучшей эффективности в качестве вертолёта. Образец отличали улучшенная панель приборов, четырёхколёсное шасси, открытая ферменная хвостовая балка и такая же открытая 3-х местная кабина. Самоуправство вскоре было раскрыто, но получив заверения, что это - не более, чем испытательный стенд, в том числе для отработки узлов Модели 42, руководство "Белл" разрешило его достройку только с этой целью, указав, что не собирается участвовать при его доработке в готовый коммерческий продукт. Третий образец взлетел 25 апреля 1945 года, продемонстрировав на испытаниях отличную управляемость и превосходную способность выполнять посадки на авторотации. Тем временем второй образец Модели 30 летал и демонстрировал достижения, попадавшие на страницы газет. 15 января 1945 года лётчик-испытатель "Белл" Джек Вуламс при аварии XP-59A был ранен и выпрыгнул с парашютом в труднодоступной местности, где по глубокому снегу добрался до одинокого фермерского дома, и ему требовалась медицинская помощь. Флойд Карлсон доставил из Буффало во двор дома фермера врача компании "Белл" Томаса Марриотта, это был первое в США применение вертолёта в санавиации. С тех пор, в честь совершивших первый медицинский рейс врача и пилота, Ассоциацией авиационных медицинских служб ежегодно присуждается премия Marriott-Carlson Award. 14 марта 1945 года Карлсон спас двух человек со льдины, оторвавшейся во время ледохода на озере Эри - это была первая спасательная операция вертолётов "Белл". Впечатлённый успехами Bell 30, Ларри Белл 24 июня 1945 года распорядился перевести группу Янга и Келли вместе со всеми работами по этому проекту на главный завод компании в Ниагара-Фолс, с целью внесения необходимых изменений для подготовки серийного производства. Первый полёт построенного там прототипа серийного вертолёта состоялся 8 декабря 1945 года. Этот прототип получил очередной номер среди проектов компании: Модель 47.
В сентябре 1945 года под управлением Флойда Карлсона и Джозефа Машмана впервые взлетела Модель 42. Эта машина разрабатывалась на основании маркетингового исследования, проведённого по заказу Ларри Белла в 1944 году и ожидавшего наибольшую потребность в чём-то вроде "летающего автомобиля". Поэтому вертолёт спроектировали 5-местным (2 пилота и 3 пассажира), а для отработки его внешнего вида привлекли автомобильных дизайнеров из Детройта. Возросшая до 4800 фунтов (~2200 кг) полная масса потребовала вместо двигателя Franklin мощностью 160 л. с. на Bell 30, установки более мощного Pratt & Whitney R-985 Wasp Junior в 450 л. с. Конструкторы главного завода "Белл" просто спроектировали увеличенные версии различных динамических компонентов от первых двух прототипов Модели 30, в том числе стабилизатора несущего винта, системы рулевого винта, редуктора, трансмиссии и силового агрегата. Никаких дополнительных исследований при этом не проводилось и, так как команда Янга и Келли к работе не привлекалась, большая часть найденных ими технических решений оказалась проигнорирована. Модель 42 страдала от вибрации; у неё также было тяжелое управление, она была неустойчива и на ней было трудно летать. Это стало инженерным кошмаром - некоторое время пилоты даже отказывались на ней летать. Инженеры завода "Белл", кроме того, не учли повышенной нагрузки от вибраций и вызываемой этим усталости металла элементов планера вертолёта, аспектов, которые никогда не вызывали сильной озабоченности, согласно их опыту проектирования самолётов-истребителей с неподвижным крылом. Джозеф Машман вспоминал: «Модель 42 имела настолько тяжелое управление, что мы иногда были вынуждены управлять ею вдвоём». Всего было построено три опытных образца "вертолёта будущего".
Первая авария Bell 42 под управлением Карлсона и Машмана произошла сразу после взлёта - от усталости металла оторвался один из балансиров несущего винта, вызвав разрушение его обеих лопастей, и «вертолёт рухнул на землю, как кирпич». К счастью, лётчики серьёзно не пострадали, но опытный образец не подлежал восстановлению. Вторая авария, второго опытного образца, случилась в марте 1946 года без экипажа, во время 100-часового наземного испытания - от усталости металла обломилась хвостовая балка. В конце концов, в июне 1946 года Ларри Белл принял решение передать проект команде Янга и Келли для внесения в конструкцию любых изменений, какие они сочтут необходимыми. Внесенных изменения включали: новые лопасти несущего винта, более прочную втулку ротора несущего винта, более жесткие тяги системы управления, усиленные шпангоуты, перемещение резиновых опор двигателя (поскольку они изначально были не в том месте) и перемещение балансиров стабилизатора поперечной устойчивости для её повышения на высоких скоростях. После этих доработок вертолёт стал ближе по своим лётным качествами к третьему образцу Модели 30, подготовка которого к серийному производству уже под именем Bell 47 шла вовсю, во время неё вертолёт приобрёл придуманную Артуром Янгом характерную закрытую кабину в виде пузыря из оргстекла. Кроме этого, на той же основе был построен прототип двухместной модификации для военных R-13. На Национальном авиасалоне в ноябре 1946 года в Кливленде Bell 42 уже был выставлен вместе с Bell 47B и R-13. Однако, в то время, как пузырь фонаря R-13 привлекал к себе всеобщее внимание, интерес к холёной и увеличенного размера Модели 42 был практически нулевым - на выставке было заключено 27 контрактов на поставку Модели 47 и ни одного - на Модель 42. Окончательно крест на перспективах серийного производства Bell 42 поставила авария опытного образца 17 января 1947 года. При висении возле ангара порыв ветра повалил вертолёт на бок и несущий винт перерубил хвостовую балку. Управлявший машиной Джордж Машман и висевший на борту, наблюдая за несущим винтом, Артур Янг не пострадали, но опытных образцов для испытаний больше не осталось и Ларри Белл принял решение закрыть проект. Однако, опыт Bell 42 позволил разработать на его основе также не увенчавшийся успехом Bell 48, а при дальнейшем развитии привёл к созданию ставшего легендарным Bell 204.
Bell 47 стал легендой гораздо раньше. 8 марта 1946 года Управление гражданской авиации США (теперь Federal Aviation Administration) после проведения испытаний впервые в своей истории выдало ему сертификат лётной годности для вертолёта. Вскоре после начала серийного производства колёсное шасси было заменено на полозковое и машина приобрела свой классический вид. Всего до окончания производства в 1973 году, включая выпуск по лицензии Agusta, Westland Aircraft и Kawasaki, было выпущено 6632 единицы в более чем 20 модификациях. Во время войны в Корее вертолёт эвакуировал с поля боя более 20000 раненых. В 1984 году Bell 47D был признан произведением искусства и выставлен в экспозиции Музея современного искусства в Нью-Йорке. В октябре 1947 года Артур Янг покинул "Белл", а оставшийся в компании Бартрэм Келли ушел в отставку в 1974 году с должности старшего вице-президента по проектированию Bell Helicopter.
Белл 204 / XH-40 / YH-40 / / HU-1 / UH-1
В 1954 году Армия США объявила конкурс на создание нового вертолёта общего назначения, в том числе для эвакуации раненых и обучению полетам по приборам. В феврале 1955 года победителем конкурса был признан проект вертолёта Bell Model 204. На этом основании в 1955 году компания Bell Aircraft, финансируемая по контракту с Армией США, начала работу над прототипом, который должен был оснащаться газотурбинным двигателем. Эта силовая установка уже была опробована на экспериментальной модификации Bell 47 (XH-13F или Модель 201). Переход к разработке более крупной и тяжелой Модели 204 был сопряжен со своими трудностями, но успех уже был в пределах досягаемости - этому способствовал как вполне успешный опыт Bell 201, так и усвоенный неудачный опыт Bell 42 и Bell 48. Как военный прототип, Модель 204 получила обозначение XH-40 и впервые поднялась в воздух под управлением Флойда Карлсона 22 октября 1956 года (через день после ухода из жизни Ларри Белла). В 1957 году в разработку были добавлены еще два прототипа, а в 1958 году шесть вертолетов - с удлиненными кабинами - под обозначением опытных YH-40 были поставлены для дальнейших армейских испытаний. Все они поступили в августе 1958 года и имели ряд изменений по сравнению с прототипами XH-40. Среди нововведений были более мощный ГТД T53-L-1A, 860 л. с. и удлиненный на 0,305 м фюзеляж для увеличения объема кабины. С принятием Армией собственной системы обозначений первые два варианта стали соответственно XHU-1 и YHU-1. К этому моменту уже приняли решение, что машина пойдет в серию, и в июне 1959 года армия получила 9 предсерийных вертолетов под обозначением HU-1 (отсюда возникло его неофициальное имя Huey (Хьюи)) с официальным названием Iroquois (Ирокез). Затем последовали 182 вертолета начального серийного варианта HU-1A, который строился с весны 1959 года с двигателем T53-L-1A пониженной до 770 л.с. мощности. В эту партию вошли 14 вертолетов, доведенных до стандарта TH-1A, предназначенных для обучения полетам по приборам и имевших двойное управление и оборудование для слепого полета. Один HU-1A позднее переоборудовали в XH-1A для испытаний гранатомета калибра 40 мм, установленного в носовой турельной установке. В 1962 году, при изменении схемы обозначений для всех армейских самолётов и вертолётов, все HU-1 стал обозначаться UH-1. Bell 204/UH-1 стал первым в мире серийным вертолётом с газотурбинным двигателем. Во время войны США во Вьетнаме Ирокез-Хьюи стал легендой и затем, вместе со своими гражданскими версиями, самым массовым вертолётом в истории мировой авиации (выпущено более 16 тысяч единиц), но всё это произошло уже после 5 июля 1960 года, когда Bell Aircraft была поглощена компанией Textron.